# Chiesa di San Giovanni Battista (San Fior)
La chiesa di San Giovanni Battista è la parrocchiale di San Fior, in provincia di Treviso e diocesi di Vittorio Veneto; fa parte della forania Pontebbana.

## Storia
La primitiva pieve sorse tra il V e VI secolo tra il fiume Codolo e l'attuale piazza Marconi, ove sorge il Municipio; tale chiesa aveva l'abside rivolta ad est, mentre la facciata, preceduta da portico, ad ovest. 
Nel XV secolo furono edificati il presbiterio e il coro; nel 1835 la chiesa fu oggetto di un intervento di ampliamento.
Nel 1906 venne posta la prima pietra della nuova parrocchiale, disegnata da Vincenzo Rinaldo (l'autore della facciata della Chiesa dei Santi Rocco e Domenico a Conegliano); nel 1930 fu portato a termine l'edificio, neogotico e sovrastato da una grande cupola. La struttura venne costruita a partire dalla chiesa che le preesisteva, la cui facciata ottocentesca, rivolta verso il fiume Codolo, ancora si vede sul fianco destro, col suo portale cinquecentesco: infatti la chiesa, oggi, guarda verso la Pontebbana.

## Descrizione

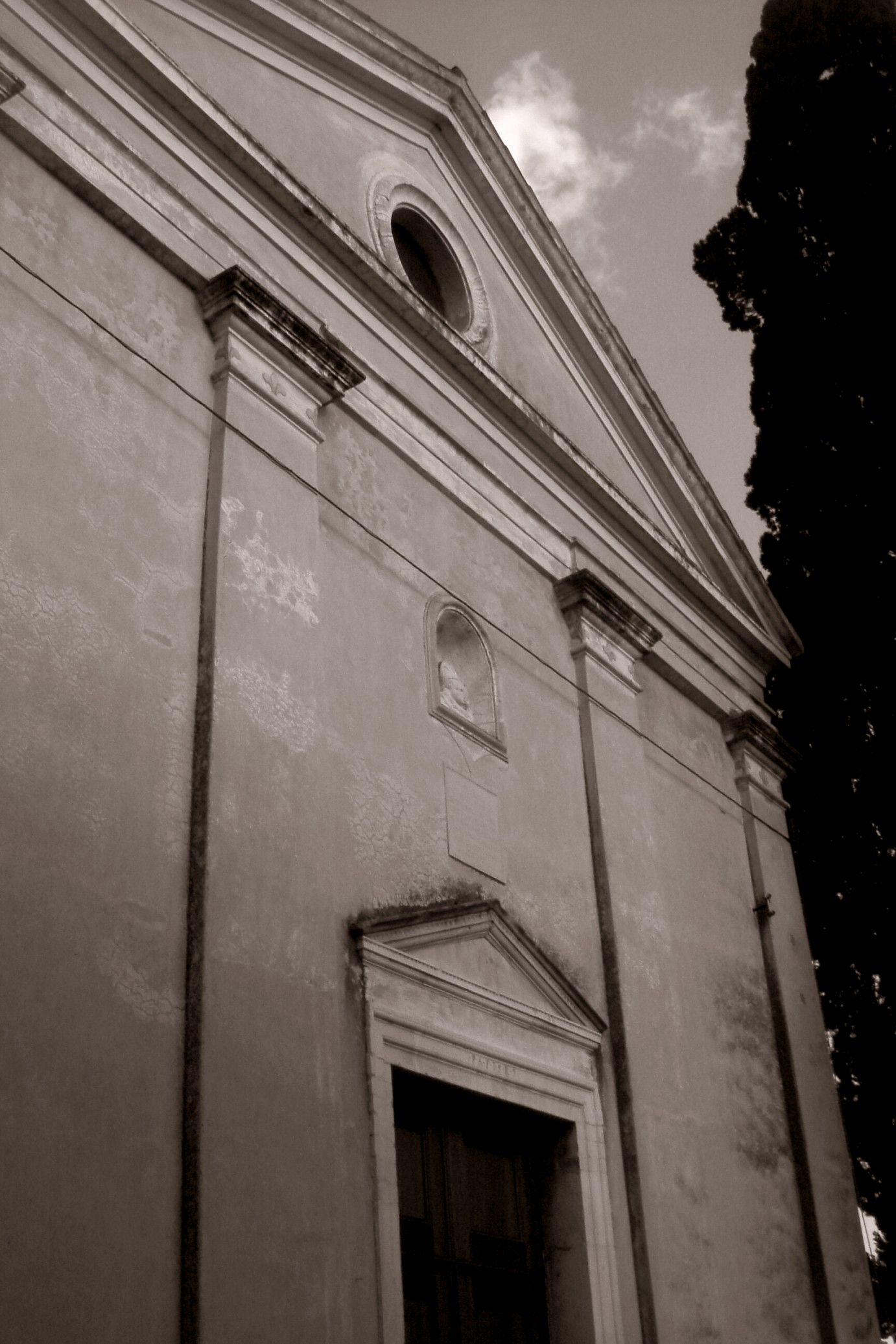
Facciata ottocentesca della vecchia chiesa

### Esterni
La facciata a salienti dell'edificio novecentesco è sovrastata da quattro pinnacoli e, al centro, da un'edicola contenente una statua settecentesca di San Gaetano, sotto la quale si apre un grande rosone con l'immagine vitrea della Madonna (1965).

Il portale, messo in dialogo con lo spazio antistante attraverso cinque gradini, è abbellito da una lunetta affrescata con un Battesimo di Cristo, mentre ai lati sono disposte due bifore.

All'incrocio della navata centrale col transetto si alza una grande cupola neogotica.
Sul lato destro, all'altezza dell'abside e all'ingresso del cimitero, rimane la facciata della vecchia pieve, a capanna e tripartita da quattro lesene sovrastate da timpano. Il portale è l'originale cinquecentesco, anch'esso timpanato; sopra di esso una nicchia e una lapide.

### Interni
L'interno presenta tre navate divise da archi a tutto sesto. Le pareti, di grande sobrietà, sono intonacate di bianco: a dar colore le finestre vitree con rappresentati gli apostoli (1965). È dietro all'altare che si pone l'opera più preziosa, vanto della comunità parrocchiale di San Fior: il Polittico di San Giovanni Battista del Cima da Conegliano, che si compone di otto parti all'interno di un cassettone ligneo. Nella tela centrale, quella più grande, è rappresentato il patrono San Giovanni Battista.

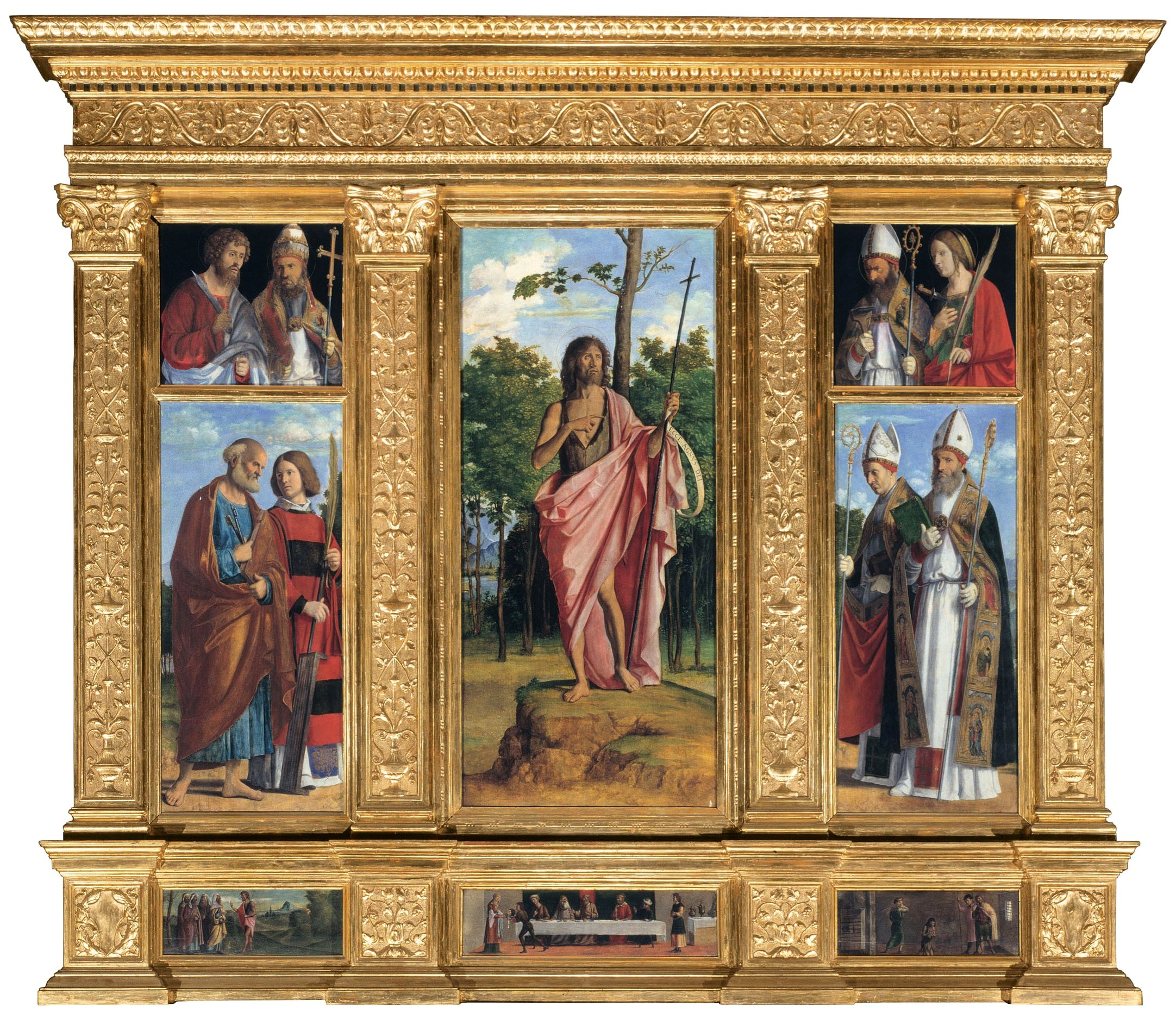
Il polittico del Cima

Le quattro minori (che si dispongono ai lati del Battista) contengono a coppie otto santi protettori delle chiese legate territorialmente a quella sanfiorese; sotto, le tre raffigurazioni minori della predella, con episodi della vita del santo patrono.
Altri due dipinti sono ai lati dell'altare: Ultima cena di anonimo cinquecentesco e Arcangelo Raffaele e Tobiolo di anonimo settecentesco.
Altri lavori custoditi nella chiesa e degni di nota sono i seguenti:
- il battistero, vasca marmorea datata 1494
- il crocefisso ligneo dello scultore settecentesco Andrea Brustolon
- Adorazione dei pastori, tela di Giacomo Rota, del secondo Cinquecento.

Anche l'interno della vecchia chiesa è visibile, dopo il restauro del 1998: qui sopravvivono numerosi affreschi e opere risalenti al XV secolo e successivi. Dal 2012 la cappella ospita, in una nuova teca, le spoglie della beata Maria Pia Mastena.